# Distrito de Ito
El distrito de Ito (伊都郡 Ito-gun?) es un distrito localizado en la prefectura de Wakayama, Japón. En junio de 2019 tenía una población estimada de 23.134 habitantes y una densidad de población de 69,5 personas por km². Su área total es de 332,87 km².

## Localidades
- Katsuragi
- Kōya
- Kudoyama